# Only God Can Judge Me
Only God Can Judge Me è l'ottavo album in studio del rapper statunitense Master P, pubblicato il 26 ottobre 1999. La RIAA lo certifica disco d'oro.
Pubblicato dalla No Limit, la distribuzione è divisa tra Priority (in Europa e in un paio di versioni statunitensi), Virgin Music (Canada), Toshiba EMI (Giappone) e Gala Records (Russia).
Mystikal, C-Murder, Jermaine Dupri e anche Nas sono tra gli ospiti dell'album.
| Recensione           | Giudizio |
| -------------------- | -------- |
| AllMusic             | [ 1 ]    |
| Rolling Stone        | [ 3 ]    |
| Entertainment Weekly | B        |
| USA Today            | [ 5 ]    |

## Tracce
1. Only God Can Judge Me – 2:56
2. Ghetto Prayer (feat. Magic) – 3:02
3. Step to Dis (feat. De'Mond) – 2:51
4. Return of da Don (feat. Silkk The Shocker) – 2:46
5. Say Brah (feat. Mac) – 3:07
6. Boonapalist (feat. De'Mond & Ms. Peaches) – 3:38
7. Where Do We Go from Here (feat. Mac, Nas & Sons of Funk) – 4:19
8. Ice on My Wrist (feat. Magic) (Remix) – 3:22
9. Stop Playing Wit Me – 4:06
10. Ghetto in the Sky (feat. Suga Bear) – 3:46
11. Ain't Nothing Changed (feat. De'Mond & Magic) – 3:19
12. Commercial (feat. Young Gunz) – 2:23
13. Oh Na Nae – 2:40
14. Ghetto Honeys (feat. Mac) – 2:55
15. Y'all Don't Want None (feat. Mystikal) – 3:19
16. Life Ain't Easy (feat. C-Murder & Porsha) – 1:52
17. Who Down to Ride (feat. De'Mond) – 2:26
18. Y'all Don't Know (feat. Ghetto Commission & Two For One) – 3:53
19. Nobody Moves (feat. Magic & Silkk The Shocker) – 3:11
20. Da Ballers (feat. Jermaine Dupri) – 3:02
21. Crazy Bout Ya (feat. Mercedes & Ms. Peaches) – 2:45
22. (Intro to) Get Yo Mind Right – 0:20
23. Get Yo Mind Right (feat. C-Murder) – 3:30

## Classifiche
| Classifica (1999) | Posizione massima |
| ----------------- | ----------------- |
| Stati Uniti       | 2                 |